# Chasmanthium laxum
Chasmanthium laxum är en gräsart som först beskrevs av Carl von Linné, och fick sitt nu gällande namn av Harris Oliver Yates. Chasmanthium laxum ingår i släktet Chasmanthium och familjen gräs. Inga underarter finns listade i Catalogue of Life.

## Bildgalleri

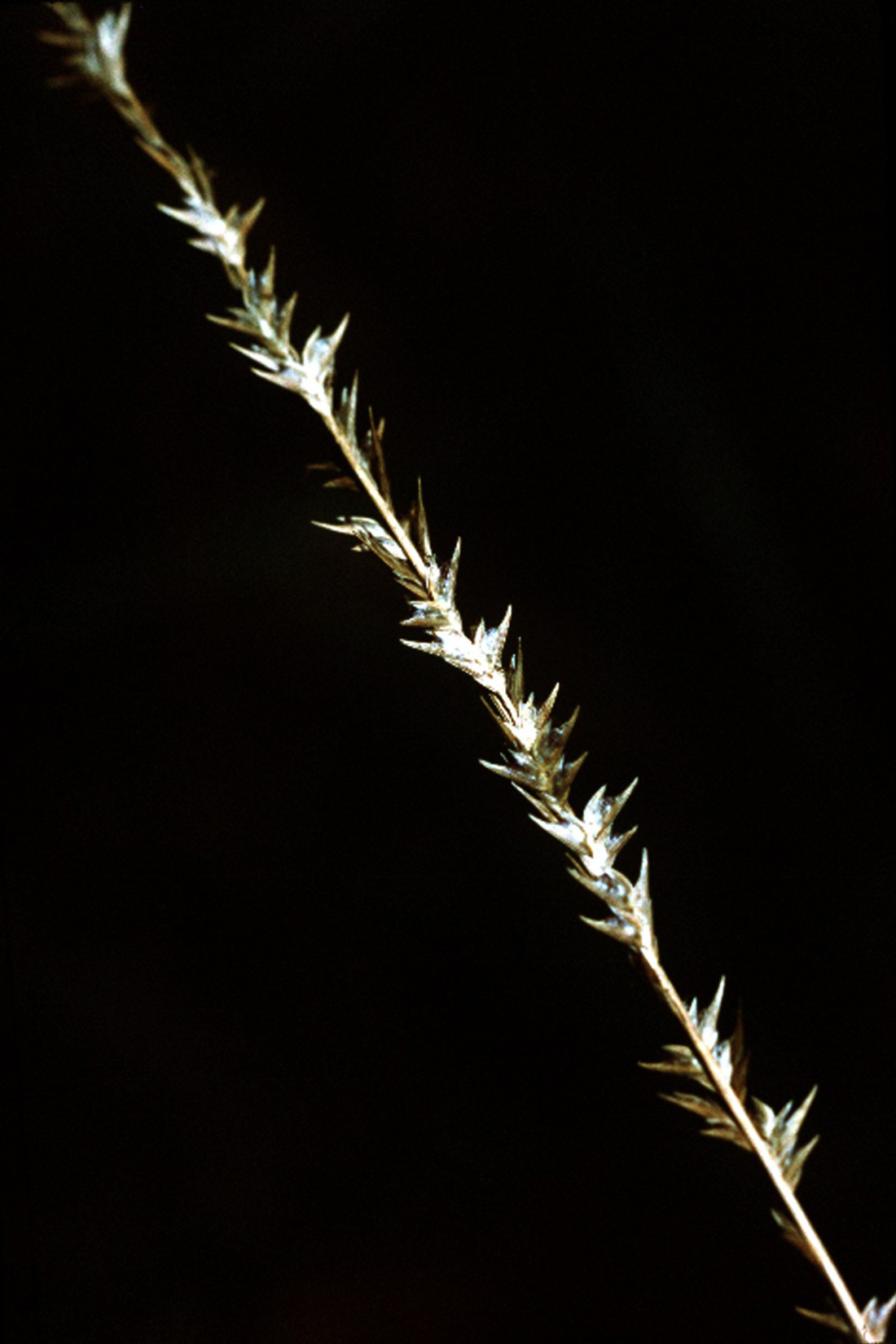